# Děčín východ
Děčín východ je železniční stanice ve městě Děčín v Ústeckém kraji. Vznikla spojením dvou na sobě nezávisle vybudovaných nádraží. Starší staniční budova na rumburské trati je nazývána jako horní, případně jižní nádraží, novější a mohutnější stavba pak analogicky dolní, nebo severní nádraží. Obě budovy jsou odděleny ulicí.

## Historie
Mezi lety 1867 a 1868 zřídila Česká severní dráha na pravém břehu řeky Labe své vlastní nákladní a osobní nádraží, přestože se v Děčíně (respektive v Podmoklech) již jedno nacházelo (dnes Děčín hlavní nádraží) v majetku Severní státní dráhy. Jednalo se o první stanici jakožto stavebně uniformovanou výpravní budovu na trati z Podmokel přes Benešov nad Ploučnicí do Rumburku.
V roce 1874 postoupila stavba projektu Rakouské severozápadní dráhy (ÖNWB) z Vídně přes Znojmo, Havlíčkův Brod, Nymburk a Lysou nad Labem až k Děčínu po pravém břehu Labe a napojovala se na železnici do Drážďan a Berlína.
ÖNWB počítala s novou vlastní budovou, kde by mohla soustředit potřebné zázemí pohraniční stanice. Rakouský architekt Rudolf Frey navrhl velkorysou výpravní budovu v neorenesančním stylu se dvěma křídly a centrální halou svou opulentností se k Vídni odkazující. Cementové dekorace fasád pocházejí z dílny sochaře Ludwiga Strictiuse, taktéž z Vídně. Stanice hrála též pro ÖNWB klíčovou roli z hlediska nákladní dopravy, neboť se trať napojovala na labský přístav, kde byl materiál překládán též do lodí v majetku ÖNWB.
Nádraží v průběhu jeho historie navštívili například František Josef I. nebo severokorejský vůdce Kim Ir-sen.[zdroj?]
Po roce 1945 převzala hlavní dopravní úlohu v Děčíně hlavní vlaková stanice a nádraží Děčín východ postupně přestávalo být vytížené adekvátně ke svému rozměru. Budova dolního nádraží byla v 50. letech vyřazena z provozu a prostorná výpravní hala sloužila jako tělocvična. Horní nádraží bylo roku 1971 opraveno - většina původních plastických fasádních prvků byla nahrazena břízolitovou omítkou - jeho původní podoba mu byla vrácena v roce 2006 při rekonstrukci konzultované s Národním technickým muzeem. Novorenesanční budova železniční stanice je zařazena na seznamu ohrožených nemovitých památek.
Budova Dolního nádraží je od roku 1964 zapsaná na seznamu kulturních památek. Po druhé světové válce sloužila odbavovací hala jako tělocvična. I přes zájem[ujasnit] děčínské pobočky Dopravní fakulty Českého vysokého učení technického roku 2017 však budova chátrá a čeká na nové využití.[nenalezeno v uvedeném zdroji]

## Galerie

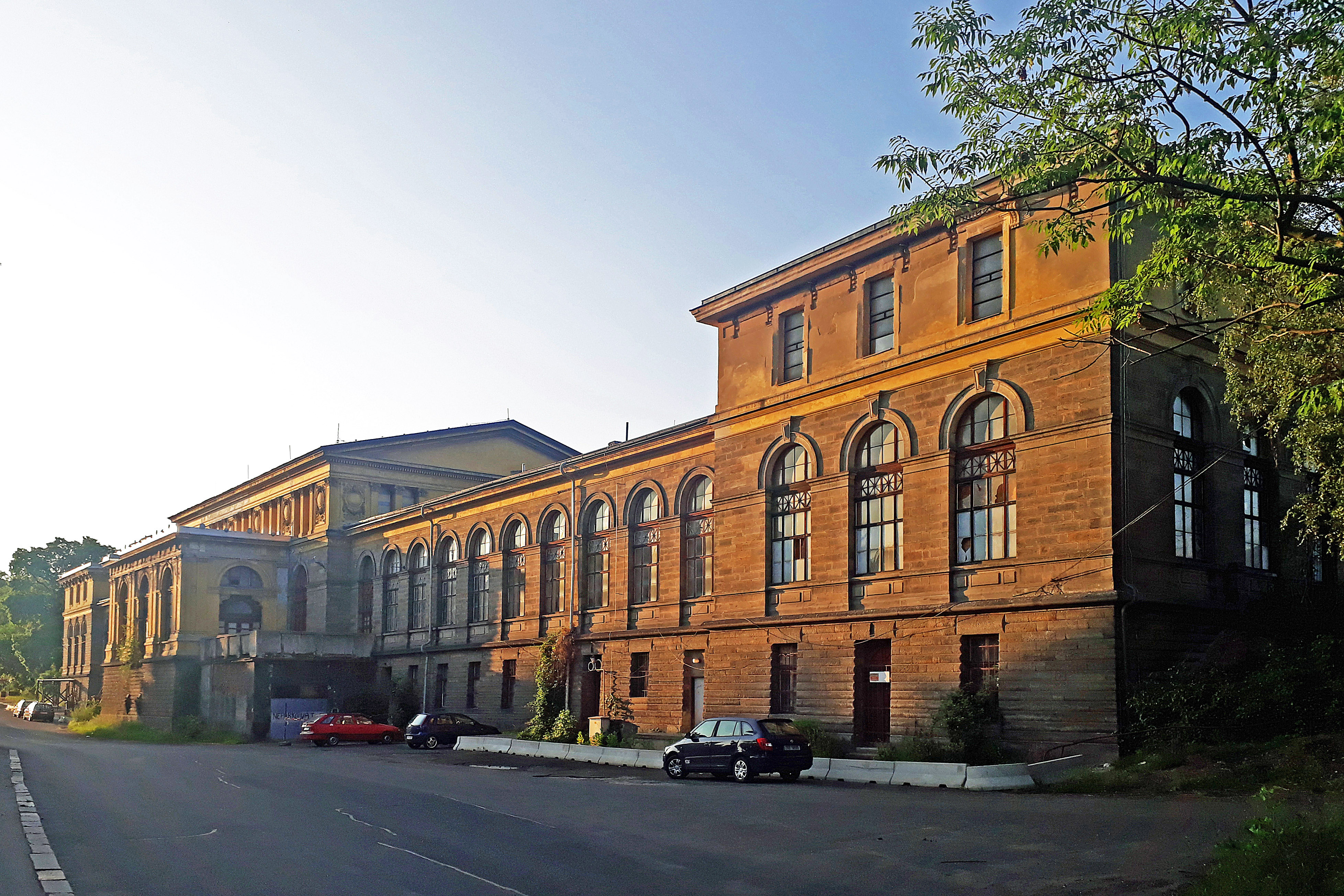
Historická budova Rakouské severozápadní dráhy
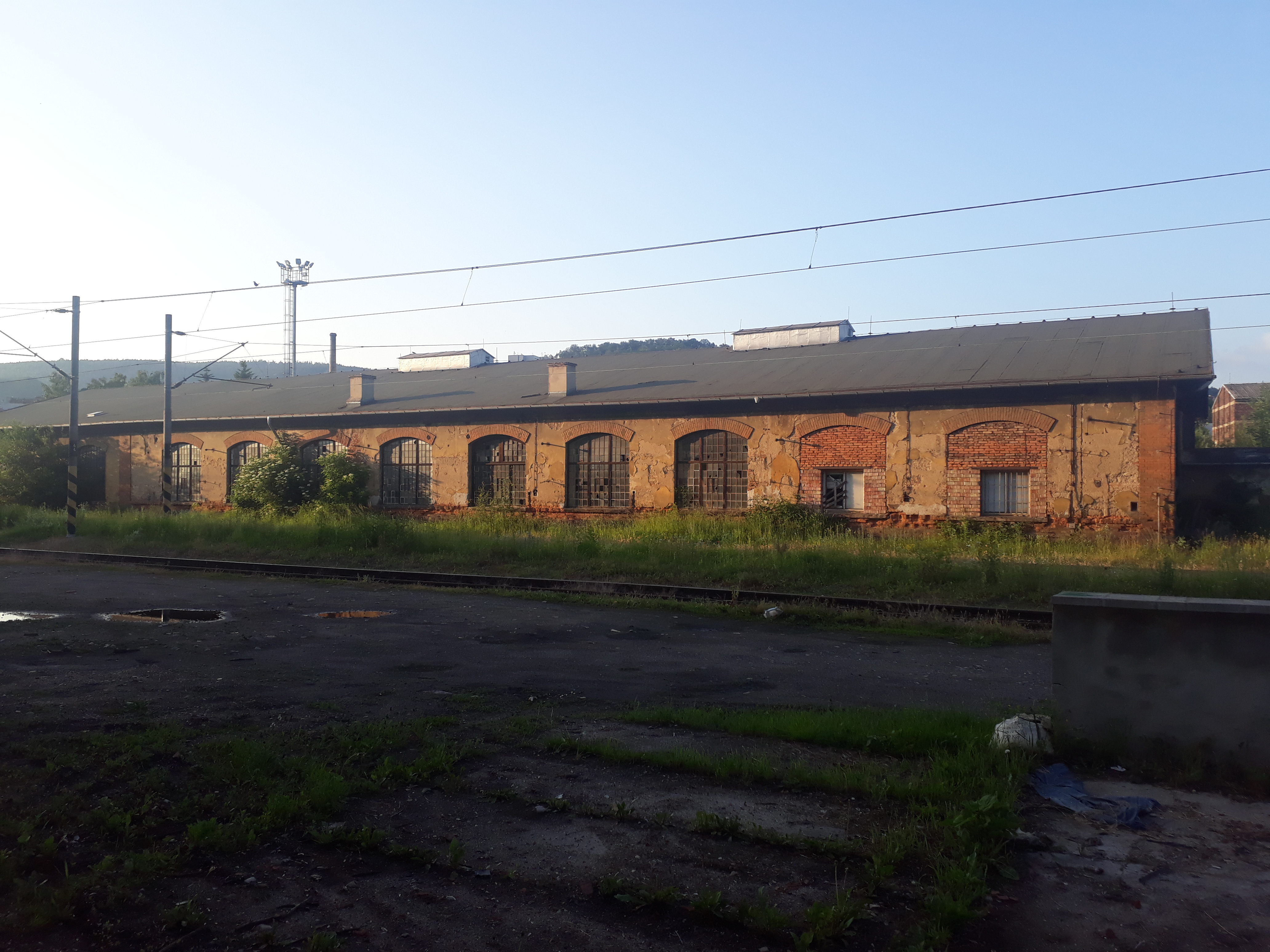
Lokomotivní depo
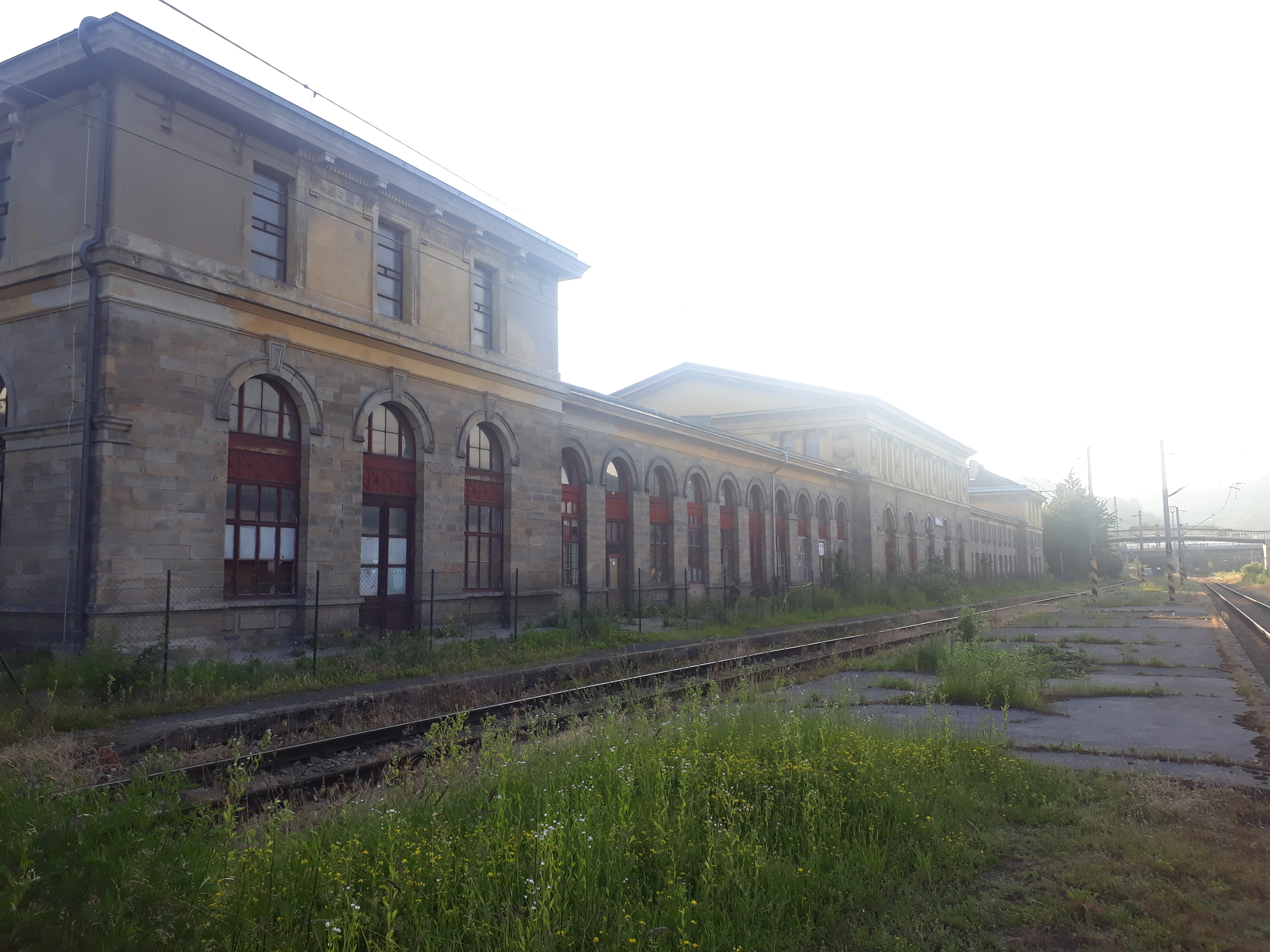
První nástupiště
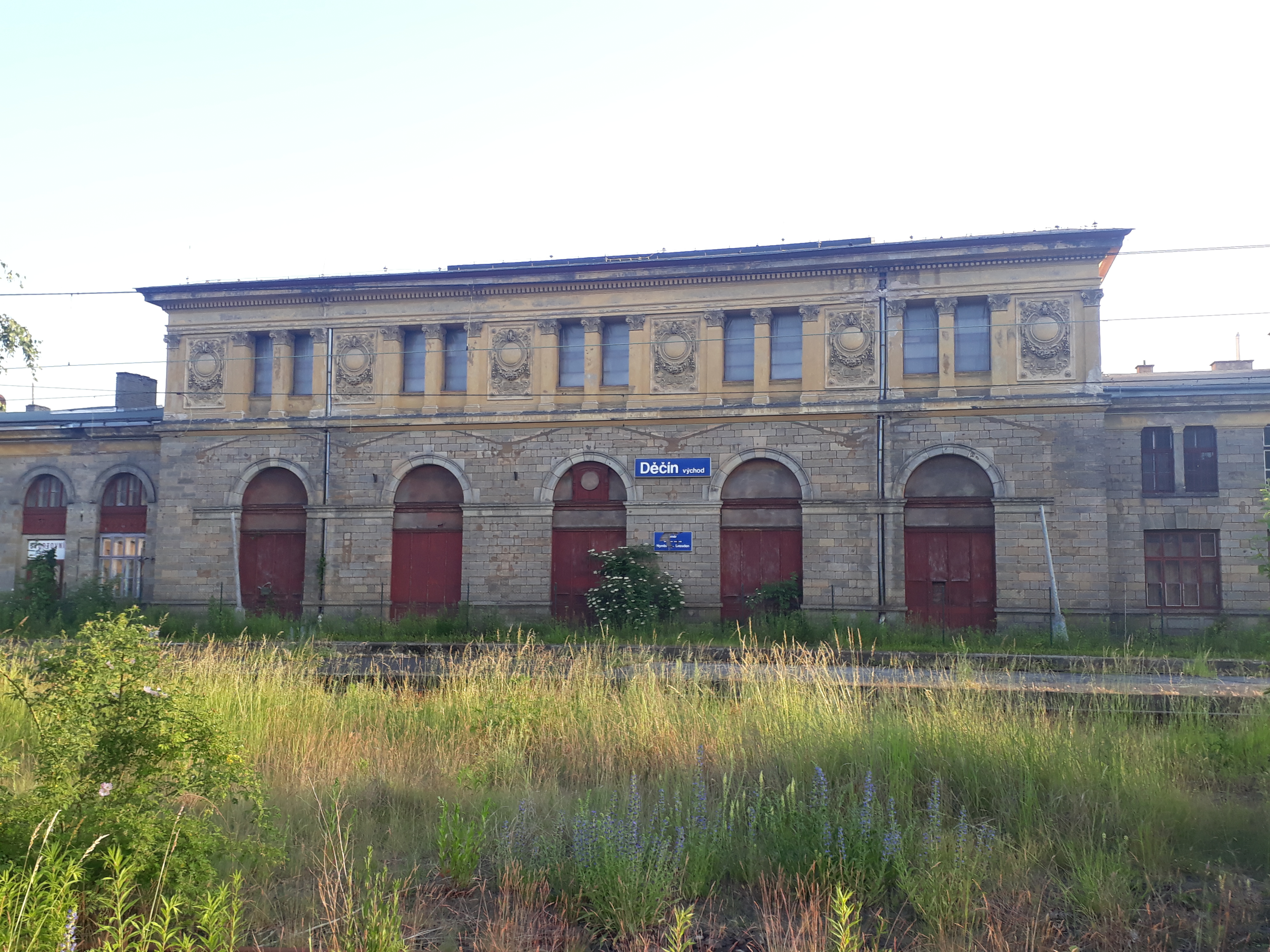
Výpravní hala
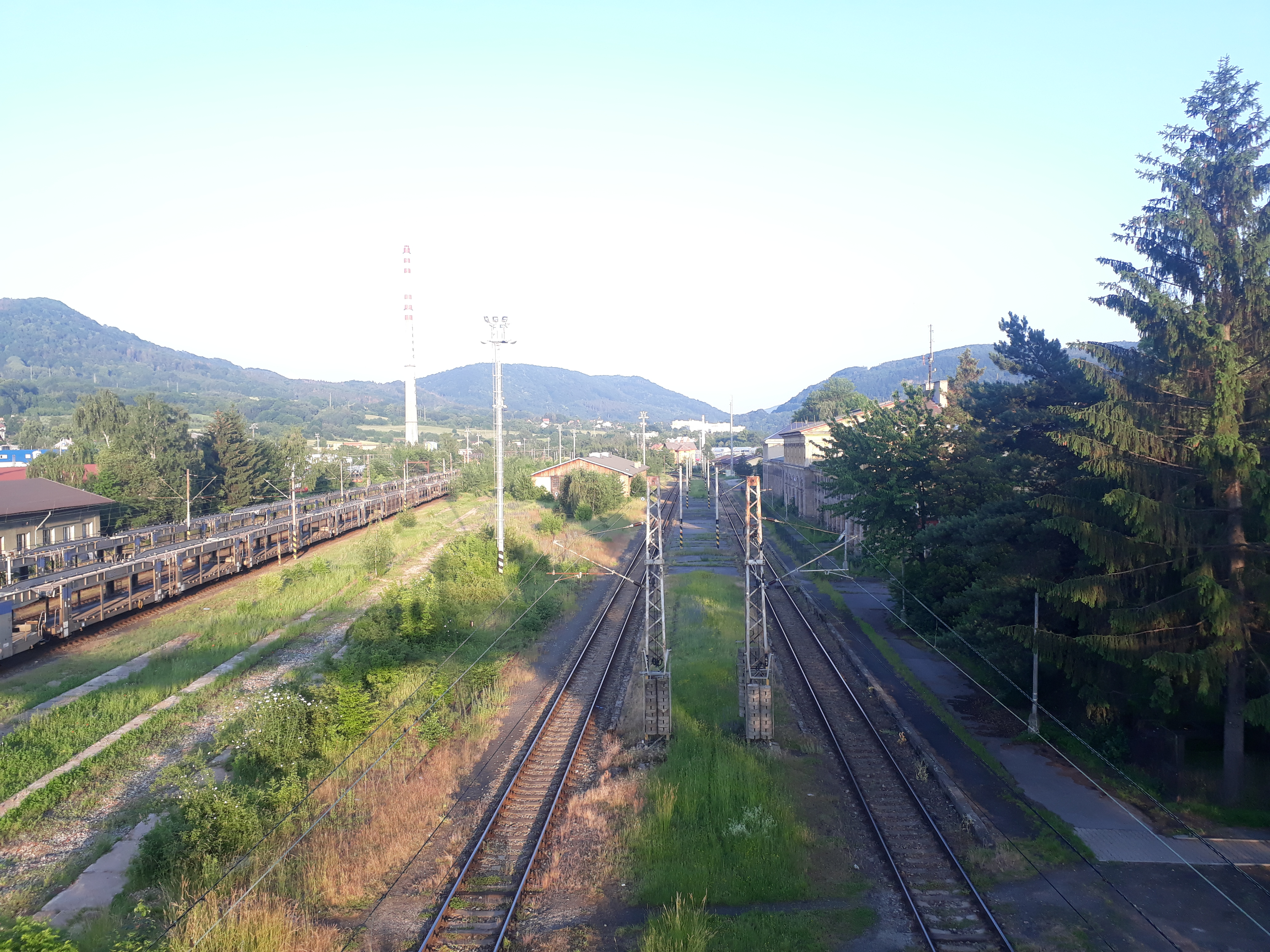
Jižní zhlaví
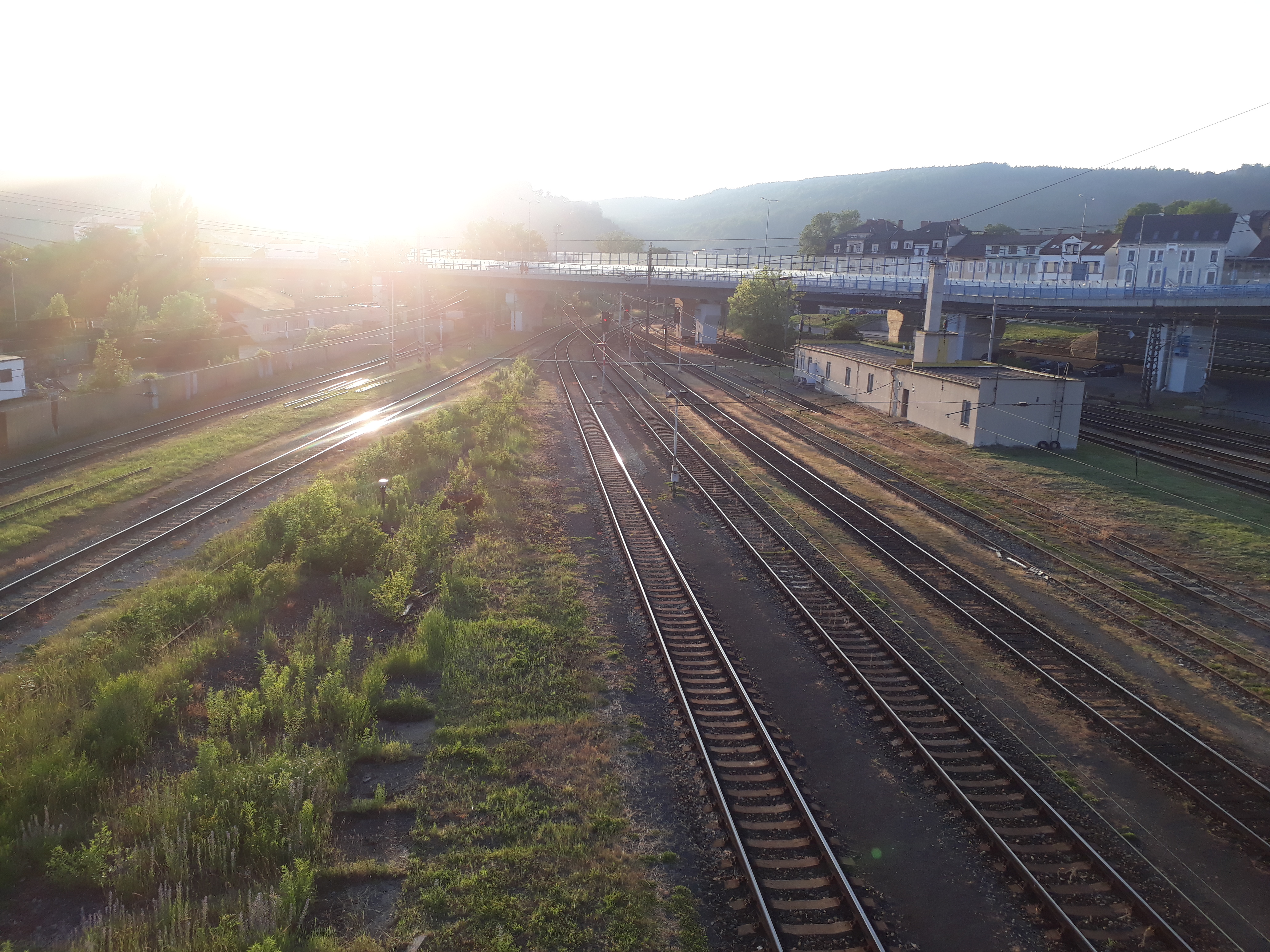
Severní zhlaví